# Sturm de Lumlane
Sturm de Lumlane est un personnage fictif provenant de Lancedragon, décor de campagne du jeu de rôle Donjons et Dragons. Il a été créé par Margaret Weis et Tracy Hickman, et est publié sous la licence de Wizards of the Coast. Le personnage de Sturm réapparaît dans de nombreux autres romans Lancedragon et dans les scénarios de jeu de rôle correspondant. est décliné sur plusieurs supports.
La première apparition de Sturm se fait dans le premier roman de la trilogie des Chroniques, Dragons d'un crépuscule d'automne (1984).

## Conception du personnage
Sturm de Lumlane est introduit par Margaret Weis et Tracy Hickman dans Dragons d'un crépuscule d'automne (1984). Comme les autres héros de la guerre de la lance dans la trilogie, sa création a été faite le temps d'une partie de jeu de rôle où Tracy Hickman, Laura Hickman, Margaret Weis, et Terry Phillips, entre autres, ont développé les règles et l'histoire principale de Lancedragon.
Margaret Weis et Tracy Hickman ont décidé, dès la création de la trilogie, que la vie de Sturm prendrait fin avant toutes celles des autres personnages principaux.

« Nous ne tuons pas Sturm arbitrairement. Le noble Chevalier de Solamnie était voué à vivre en héros tragique dès les premières lignes du projet »

Les Chevaliers de Solamnie sont une association d'honorables et valeureux chevaliers. Ces derniers sont tombés en disgrâce aux yeux de la population du monde fictif de Krynn. Ils leur est reproché de ne pas avoir pu empêcher le Cataclysme, une période de châtiment divin. Les auteurs ont décidé que Sturm de Lunelame, qui est châtelain et qui est un membre actif des chevaliers solamniques, restaurera l'honneur des chevaliers en se sacrifiant contre l'armée des dragons conduite par Takhisis, la déesse de l'obscurité.

## Biographie dans l'univers de fiction
Le premier roman et les autres romans principaux de la série ne couvrent pas l'histoire de son enfance. Cependant, en 1987, Tonya R. Carter et Paul B. Thompson racontent, finalement, son enfance dans une nouvelle. Sturm est né de l'union d'Angriff et Ilys de Lumlane (ou Anna De Lumlane), le Seigneur et la Dame d'Avrinet. Dans sa jeune enfance, il est forcé de partir avec sa mère à Solace, car la paysannerie d'Avrinet se révolte. Ils laissent derrière eux Angriff De Lumlame et Gunthar Uth Wistan, un futur Grand Seigneur des Chevaliers Solamniens. Sturm et sa mère décident de voyager par la mer de Solace, où ils sont capturés par la marine de Kernaffi. Sturm apprend plus tard que le roi de Kernaf, Mukhari Ras, est un prêtre des robes noires de Takhisis, qui cherche à composer un élixir de vie dont la composante principale est du sang devant être issue d'une haute lignée de noble. Apprenant que c'est sa mère elle-même qui doit être sacrifiée, Sturm organise leur évasion. Lors de leur échappée, Sturm, âgé d'à peine onze ans, abat le roi de Kernaf, faisant preuve d'une bravoure précoce.
Sturm apparaît, à l'âge adulte, dans Dragons d'un crépuscule d'automne (1984) de Margaret Weis et Tracy Hickman. C'est devenu un homme grand et fort portant une armure de plaques. Sturm rencontre Caramon Majere, Tanis Demi-Elfe et Raistlin Majere. Il ne tarde pas à leur révéler que son armure est tout ce qu'il lui reste de son père. Il est pauvre : son épée et son armure sont ses seuls biens précieux. Sturm est profondément affecté par la déchéance de l'ordre des Chevaliers solamniques, accusé à tort d'avoir provoqué la chute du royaume.
Dans le second roman de la trilogie des chroniques, Dragons d'une nuit d'hiver (1985), des mêmes auteurs, Sturm de Lumlane devient un membre plus actif des héros de la Lance, puisqu'il retrouve l'Orbe du Dragon, un artéfact magique ancien et puissant capable  de contrôler les Dragons. À la fin du livre, il se sacrifie pour asseoir la victoire de la guerre face à l'armée ennemie, ce qui marque, naturellement, la fin de son intervention dans la série.
Le roman de Paul B. Thompson et Tonya C. Cook, L'Ombre & La Lumière (1989) parle aussi de Sturm de Lumlane et de Kitiara Uth Matar. Ces deux personnages, habituellement ennemis, voyagent ensemble pour atteindre la Solamnie, région du continent d'Ansalonie. Ce voyage sert de récit-cadre à une relation amoureuse entre eux et à la naissance de leur fils commun, Steel de Lumlane, qui réapparaît dans le roman Seconde Génération (1995).
Le roman de Michael Williams La Règle et la Mesure (1992), le quatrième livre de la série Les Rencontres, donne plus d'information sur le père de Sturm en livrant le récit de la quête de Sturm et sa rencontre avec le Seigneur de Wilderness, Lord Vertumnus, la seule personne capable de lui apprendre la vérité sur la "chute" du château des De Lumlane et sur la mort de son père. À la fin du roman, Sturm est officiellement accepté dans l'ordre des Chevalier de Solamnie.
Plusieurs auteurs racontent aussi l'histoire de la mère de Sturm, Illys de Lumlane. Dans le livre La Forge de l'Esprit (1998) de Margaret Weis, on apprend les circonstances de la mort d'Illys, frappée par la peste alors qu'elle essaie d'apporter soutien et nourriture aux pauvres et malades, comme le recommandent la Règle et la Mesure, le Code de conduite de tout Chevalier solamnique. Cet événement marque un tournant de la vie de Sturm puisqu'il cherche dorénavant à en apprendre plus sur son père à qui il avait promis de mieux protéger sa mère.

## L'épée Brightblade
Le premier livre de la série, Dragons d'un crépuscule d'automne, indique que Sturm est armé d'une épée à deux mains témoignant d'un art achevé de la métallurgie. L’arme possède aussi un nom : « Brightblade », "lame scintillante". La signification du nom peut être rattachée à la légende de l'arme, qui dit que cette dernière ne se brisera pas tant que son porteur restera sur ses pieds. Ce principe phare est représentatif des édits de la chevalerie, et plus largement du Paladinat puisque l’épée est le symbole du combattant qui ne cède pas face à l’adversité et qui reste résolu dans sa démarche. L’épée de Sturm ne pourra donc se briser tant que celui-ci gardera foi en la Justice[réf. nécessaire]. L'épée de Sturm est plus tard utilisée par son fils, Steel de Lumlane, durant la Guerre du Chaos[réf. nécessaire].

## Adaptations

### Bande dessinée
Sturm de Lumlane figure également dans l'adaptation en comic des romans Lancedragon : Dragonlance Chronicles: Dragons of Autumn Twilight, par Mark Powers, Andrew Dabb et Steve Kurth, parue chez Devil's Due en 2005,.

### Jeu vidéo
Sturm de Lumlane fait partie des personnages jouables dans le jeu vidéo Heroes of the Lance développé par U.S. Gold et publié par Strategic Simulations (SSI) en 1988 sur Amiga, Amstrad CPC, Atari ST, Commodore 64, MS-DOS et ZX Spectrum.

### Film d'animation
Sturm joue un rôle important dans le film d’animation réalisé par Will Meugniot et sorti en 2008 : Lancedragon : Dragons d'un crépuscule d'automne. Il est doublé par l’acteur américain Marc Worden,.

## Produits dérivés
Sturm de Lumlane et les personnages principaux des premiers romans Lancedragon sont représentés dans le coffret de figurines en plomb Dragonlance Heroes édité par Ral Partha en 1990.

## Analyse
Carl B. Sell consacre une étude au personnage de Sturm de Lumlane, qu'il replace dans le contexte de la réappropriation par la littérature de genre de souvenirs de la littérature médiévale liée au mythe arthurien. Il remarque que les auteurs de Lancedragon dotent délibérément Sturm d'un code d'honneur, de valeurs, mais aussi d'une histoire personnelle et d'un arc narratif qui renvoient à la littérature arthurienne médiévale en moyen anglais.
Dans un ouvrage de techniques d'écriture, Jeff Gerke évoque Sturm de Lumlane comme un excellent exemple du « héros qui a des principes », un personnage dont le comportement est tel que le lectorat peut s'identifier à lui, même sans approuver l'ensemble de ses décisions.